# Idora Hegel
Idora Hegel (ur. 3 kwietnia 1983 w Zagrzebiu) – chorwacka łyżwiarka figurowa, uczestniczka Igrzysk Olimpijskich w Salt Lake City oraz w Igrzysk w Turynie.